# Italo Griselli
Orlando Italo Griselli, prevalentemente indicato come Italo Griselli (Montescudaio, 10 agosto 1880 – Firenze, 4 agosto 1958), è stato uno scultore italiano.

## Biografia
Nato nel 1880 a Montescudaio, piccolo centro della Val di Cecina, in provincia di Pisa, Italo Griselli è autore della statua dedicata alla regione Toscana posta sopra il sommoportico del Monumento a Vittorio Emanuele II di Roma . 
Trasferitosi in Russia nel 1913, vi rimase sino al 1921 eseguendo ritratti per la nobiltà locale e lavorando per l'ambasciata italiana . Dopo la rivoluzione di ottobre, ispirato dall'avanguardia russa, realizzò opere in stile cubo-futurista  e insegnò, inoltre, scultura all'Accademia d'arte di Pietrogrado .
Tornato in Italia nel 1923, dopo una breve periodo trascorso a Berlino e Parigi , realizzò, tra le altre: la statua bronzea raffigurante un ragazzo che esegue il saluto fascista, originariamente "Genio del Fascismo", ribattezzata, dopo il regime, "Genio dello Sport" , posta davanti al Palazzo Uffici dell'EUR; la scultura bronzea di San Giovanni Battista posta al centro del fonte battesimale ottagonale del Battistero di San Giovanni in piazza dei Miracoli a Pisa; la fontana "L'Arno e la sua valle" nella Palazzina Reale di Santa Maria Novella, vicino alla omonima stazione ferroviaria di Firenze ; il monumento in marmo bianco alla regina Margherita a Bordighera  .
Nel 1931 espose alla I Quadriennale nazionale d'arte di Roma.
Morì a Firenze, all'età di settantasette anni, nel 1958.